# وزارة بناء الآليات العامة
وزارة بناء الآليات العامة (بالروسية: Министерство общего машиностроения СССР) كانت وزارة في حكومة الاتحاد السوفيتي. قامت الوزارة على جميع المسائل المتعلقة باستكشاف الفضاء في الاتحاد السوفيتي. كان مقر الوزارة في موسكو في ميدان موسكايا.

## قائمة الوزراء
مصادر:
- سيرجي أفاناسيف
- أوليج باكلانوف
- فيتالي دوجوچيف
- أوليج شوشكن